# Полярная звезда (альманах Герцена)
«Поля́рная звезда́» — литературный и общественно-политический альманах, издававшийся А. И. Герценом и Н. П. Огарёвым в Вольной русской типографии в 1855—1868 гг.

## История
22 июня 1853 года впервые заработала Вольная русская типография, основанная в Лондоне Александром Герценом. В обращении ко «всем свободолюбивым русским» Герцен предлагает бесцензурную трибуну всем, чьи мысли не могут быть опубликованы в России. «Присылайте что хотите, все писанное в духе свободы будет напечатано, от научных и фактических статей по части статистики и истории до романов, повестей и стихотворений. Мы готовы даже печатать безденежно. Если у вас нет ничего готового, своего, пришлите ходящие по рукам запрещенные стихотворения Пушкина, Рылеева, Лермонтова, Полежаева, Печерина и др.» Однако в течение первых двух лет работы издательства Герцену не удавалось установить связь с Россией. Материалы с родины не приходили. Основным автором типографии был сам Александр Иванович. Значительную часть изданий представляли листовки и брошюры. Распространялись эти издания слабо.
В начале 1855 года Герцен решает попробовать издавать регулярный журнал. «На другой или третий день после смерти Николая мне пришло в голову, что периодическое обозрение, может, будет иметь больше средств притяжения, нежели одна „типографская возможность“». Отдавая дань уважения декабристам, он называет журнал в честь литературного альманаха «Полярная звезда», издававшегося А. А. Бестужевым-Марлинским и К. Ф. Рылеевым в 1823—1825 годах.
По просьбе Герцена для обложки и титульного листа нового издания английский рабочий-гравер и литератор, участник движения чартистов Вильям Линтон создал изображение профилей пяти казненных декабристов — Рылеева, Бестужева-Рюмина, Муравьева-Апостола, Пестеля и Каховского. Добиться сходства с погибшими три десятка лет назад руководителями восстания было невозможно, так что портреты решены в условной манере и стилизованы под античные медальоны. Подчёркивая связь с поколением декабристов, Герцен пишет: «„Полярная звезда“ скрылась за тучами николаевского царствования. Николай прошел — „Полярная звезда“ является вновь». Герцен планировал выпустить первый номер 13 (25) июля, «в день нашей Великой Пятницы, в тот день, в который пять виселиц сделались для нас пятью распятиями», однако не успел к назначенной дате, и первый альманах появился в августе 1855 года.
В качестве эпиграфа к изданию были выбраны слова из «Вакхической песни» Пушкина: «Да здравствует разум!». В открытом письме Александру II, опубликованном в первом выпуске, Герцен обозначает первоочередные цели издания: освобождение крестьян от крепостного состояния, освобождение слова от цензуры. Не имея возможности угадать успех «Полярной звезды», Герцен не открывает подписку на журнал, не дает обязательств насчёт его периодичности, хотя надеется выпускать три-четыре номера в год. Уже на втором номере ожидаемая периодичность снизилась до двух книжек в год, а фактически «Звезда» выходила в режиме ежегодного альманаха.
После сообщения о выходе журнала Герцену пришли письма от европейских мыслителей и революционеров — Ж. Мишле, Д. Маццини, П. Прудон, В. Гюго, И. Лелевеля, А. Таландье. В первый номер также попала статья русского эмигранта Владимира Энгельсона, работы самого Герцена. Материалов из России в нем, по-прежнему, нет. Однако расчет на преимущества «периодического обозрения» перед «типографской возможностью» оправдался. Во втором номере альманаха, вышедшем в свет в мае 1856 года, уже появляется первое письмо из России и доставленные с родины запрещенные стихи А. Пушкина, К. Рылеева, М. Лермонтова и других поэтов.
Осенью 1855 года первая книжка «Полярной звезды» появилась в западноевропейских книжных лавках и сквозь морскую и сухопутную границу начала контрабандно ввозиться в Россию — в Москву, Санкт-Петербург и даже Сибирь. Журнал читают и во дворце. В апреле 1857 года Герцен пишет Марии Рейхель: «А вы знаете, что великие князья читают „Полярную звезду“? Вот, мол, тятеньку-то как пропекает…»
В апреле 1856 года в Лондон приезжает Огарёв и присоединяется к Герцену в руководстве типографией. После выхода второй книжки альманаха, наконец, произошел долгожданный прорыв во взаимодействии с авторами из России. Рукописей поступает много, и у издателей даже появляется выбор. При этом часть авторов, преимущественно либеральных взглядов, идейно расходится с линией «Полярной звезды» и не желает в ней печататься. Однако они хотят воспользоваться возможностями, которые предоставляла бесцензурная Вольная русская типография. С 1856 года ради публикации неподходящих демократическому альманаху статей, Герцен и Огарёв начинают выпускать серию сборников «Голоса из России», которые, на первых порах, стали резервуаром для материалов либеральных корреспондентов.
После выхода в апреле 1857 года третьей книжки «Полярной звезды», издатели ощущают недостаточность возможностей ежегодника. Чтобы иметь возможность оперативно реагировать на события в России, по идее Огарёва типография начинает издавать приложение — газету «Колокол», «прибавочные листы к „Полярной звезде“». Первоначально газета выходила раз в месяц, но, с увеличением популярности, меняла периодичность вплоть до еженедельной. Она довольно скоро стала самодостаточной, и с начала 1862 года окончательно избавилась от статуса приложения.
«Полярная звезда» успешно выходила вплоть до 1862 года. Затем, когда Вольная русская типография стала быстро терять читателей и корреспондентов, выпуски альманаха приостановились на несколько лет. В 1867 году Герцен и Огарёв прекращают издавать русский «Колокол». Чтобы поддержать знамя вольной печати, в 1868 году выходит новая книжка «Звезды». В этом выпуске больше нет материалов из России. Все её содержание составляют работы Герцена и Огарёва. Издатели анонсировали выпуск следующего номера на июнь 1869 года, однако он не появился в объявленный срок, а смерть Герцена в январе 1870 года навсегда завершила историю издания.

## Содержание «Полярной звезды»
О том, какой он видит концепцию издания, сам Герцен писал в первом номере:

Мы желали бы иметь в каждой части одну общую статью (философия революции, социализм), одну историческую или статистическую статью о России или о мире славянском; разбор какого-нибудь замечательного сочинения и одну оригинальную литературную статью; далее идет смесь, письма, хроника и пр. «Полярная звезда» должна быть — и это одно из самых горячих желаний наших — убежищем всех рукописей, тонущих в императорской ценсуре, всех изувеченных ею…

За исключением прозы Герцена и стихотворений Огарёва, современный литературный процесс почти не был представлен в альманахе. Печатать литературные обзоры по образцу обзоров Бестужева в старой «Полярной звезде» Герцен не хотел. Похвала в нелегальном журнале могла повредить судьбам и книги, и автора («Нам не настолько известны новые порядки, чтоб слишком откровенно говорить о современных писателях и книгах; пожалуй, Мусин-Пушкин за это представит меня к аннинскому кресту»), да и российские книжные новинки попадали в Лондон нечасто и с большим опозданием. Взгляд альманаха больше устремлен в «былое». Альманах печатает запрещенные, ходившие только в списках, стихи Пушкина, Лермонтова, Рылеева. Публикует переписку Белинского и Гоголя. Огромное место занимают воспоминания самих декабристов и людей, их знавших. Опубликованы Рылеев, Лунин, братья Бестужевы, Матвей Муравьев-Апостол, Н. Цебриков и другие декабристы, «недекабрист» Греч. Появилось секретное «Мнение» Липранди, сыгравшее роковую роль в деле петрашевцев. Восемнадцатый век представлен воспоминаниями княгини Дашковой. Некоторые из этих материалов помещены в альманах отрывками, и вскоре выпущены «Вольной русской типографией» отдельно полными изданиями.
В издании много публицистики, посвящённой актуальным проблемам и недавнему прошлому. Большинство сочинений живых авторов публиковались анонимно или под псевдонимами. Многие материалы присылались Герцену и Огарёву третьими лицами, не бывшими их авторами. Некоторые произведения сопровождают извинения перед неизвестными авторами за публикацию без их явного согласия. Иногда такое извинение является просто приёмом, помогающим сохранить инкогнито корреспондента.
Из 2320 страниц девяти вышедших книжек альманаха 1270 страниц занимают 36 сочинений Герцена (главным образом отдельные части его воспоминаний «Былое и думы»). 277 страниц отведено семи статьям и 39-ти стихотворениям Огарёва.

## Выпуски «Полярной звезды»

### Книжка первая

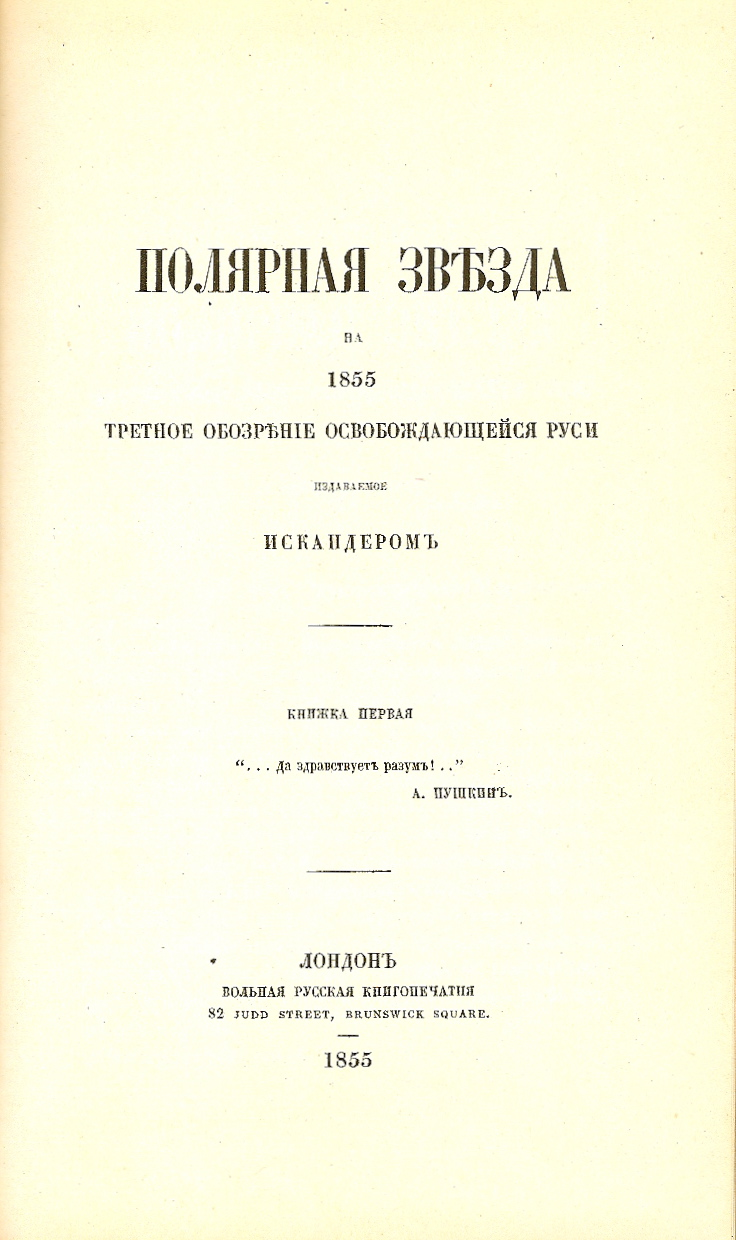
Полярная звезда на 1855 год. Третное обозрение освобождающейся Руси. Титульный лист.

На 1855 год. Издана в августе 1855 года. Стоила 8 шиллингов. На титульном листе определена как «третное обозрение»: первоначально Герцен надеялся выпускать журнал трижды в год.
Первая книжка полностью укомплектована материалами, присланными европейцами и русскими эмигрантами.
Материалы:
- А. Герцен. Введение.
- А. Герцен. Письмо к императору Александру II
- В. Энгельсон. Что такое государство?
- Переписка Н. Гоголя с В. Белинским
- А. Герцен. Былое и думы
- А. Герцен. «Возрождение» Мишле
- Письмо Ж. Мишле
- А. Герцен. Новгород и Владимир
- Анонимное письмо и ответ А. Герцена
- А. Таландье. Нет социализма без республики
- А. Герцен. К нашим
- Письма Д. Маццини, В. Гюго и П. Прудона

### Книжка вторая
На 1856 год. Издана в мае 1856 года. Стоила 8 шиллингов.
В выпуске появляется первое письмо из России. Опубликованы «Вольность», «В Сибирь», «Кинжал», «Послание к Чаадаеву», «Деревня» Пушкина, «Гражданин» Рылеева, «Смерть Поэта» Лермонтова, «Русский бог» Вяземского.
Материалы:
- А. Герцен. Некролог П. Чаадаева
- А. Герцен. Вперёд! Вперёд!
- Неизданные стихотворения А. Пушкина, К. Рылеева, М. Лермонтова
- Стихотворения А. А. Григорьева, Е. П. Ростопчиной, С. Ф. Дурова, Н. Ф. Павлова, П. А. Вяземского (все анонимно)
- А. Герцен. Былое и думы
- Н. Сазонов. Место России на всемирной выставке
- Письма неизвестного автора и С. Д. Полторацкого и ответы Герцена
- Н. Огарёв. Русские вопросы

### Книжка третья
На 1857 год. Издана в апреле 1857 года. Стоила 8 шиллингов.
«Семеновская история» о бунте Семёновского полка — первое опубликованное в «новой» «Полярной звезде» сочинение декабристов.
Материалы:
- А. Герцен. От издателя
- Н. Огарёв. Разбор манифеста 26 августа 1856 года
- Стихотворения Н. Огарёва
- А. Герцен. Былое и думы
- Н. Огарёв. Письмо из провинции
- А. Герцен. Записки княгини Дашковой
- И. Д. Якушкин и М. Муравьев-Апостол (?). Семеновская история (1820)
- Л. Н. Толстой. Две песни крымских солдат
- Н. А. Мельгунов. Права русского народа
- А. Герцен. Еще вариация на старую тему
- А. Герцен. Смерть Станислава Ворцеля
- Н. Огарёв. Русские вопросы, статья вторая

### Книжка четвертая
На 1858 год. Издана в феврале-марте 1858 года. Стоила 8 шиллингов.
Около трети четвёртого выпуска отдано «Судебным сценам» Ивана Аксакова. Опубликованное в номере «Письмо Александра Румянцева к Титову Дмитрию Ивановичу» является мистификацией неизвестного автора. Стихотворение Е. Баратынского «Цапли» и коллективная эпиграмма «Льву Сергеевичу Пушкину» были ошибочно приписаны А. С Пушкину.
Материалы:
- А. Герцен. Освобождение крестьян
- И. Аксаков. Судебные сцены
- Стихотворения Н. Огарева
- А. Герцен. Былое и думы
- Неизданные стихотворения А. Пушкина
- Стихотворения неизвестных сочинителей
- Неизвестный автор. Убиение царевича Алексея Петровича (письмо Александра Румянцева к Титову Дмитрию Ивановичу)
- А. Герцен. Опыт беседы с молодыми людьми
- А. Герцен. От издателя

### Книжка пятая
На 1859 год. Издана около 1 мая 1859 года. Стоила 8 шиллингов.
Материалы:
- Стихотворения Рылеева, Бестужева, Кюхельбекера, Пушкина, Языкова и др. (И. Аксаков, А. Хомяков, Г. Гейне (пер. Влад. М. Михайлова), Д. Ленский, И. Тургенев(?), Н. Некрасов)
- М. Лунин, Н. Муравьев(?). Разбор донесения тайной следственной комиссии в 1826 году
- А. Герцен. Былое и думы
- М. Лунин. Взгляд на тайное общество в России
- Н. Огарёв. Памяти художника
- А. Герцен. Разговор с детьми
- Стихотворения Н. Огарёва

### Книжка шестая
На 1861 год. Издана около 15 марта 1861 года. Стоила 8 шиллингов.
Выпуск большей частью посвящён декабристам. «Проповедь Соловецкого старца» на самом деле является переводом с французского (с заменой имён) проповеди отца Бридена, произнесенной при Людовике XIV. Повторно опубликовано «Философическое письмо» Чаадаева, в своё время послужившее причиной закрытия журнала «Телескоп» и объявления Чаадаева сумасшедшим.
Материалы:
- Н. Бестужев. Воспоминания о К. Рылееве
- Н. Цебриков. Анна Федоровна Рылеева
- Письма К. Рылеева к А. Пушкину
- Письма М. Лунина к сестре
- Н. Цебриков. Воспоминания о Кронверкской куртине
- Неизвестный автор. Подробности о казни пяти Мучеников
- Письма А. Пушкина к Рылееву, Бестужеву и другим
- Материалы для биографии А. Пушкина
- Философическое письмо П. Чаадаева
- Материалы для истории русской цензуры при имп. Николае
- Проповедь Соловецкого старца Нестора при Николае
- В. Печёрин. Pot-pourri, или Чего хочешь, того просишь
- А. Одоевский. Славянские девы
- Стихотворения разных авторов (Г. Гейне, Беранже (пер. В. Курочкина) и др.)
- А. Герцен. Былое и думы
- Стихотворения Н. Огарёва
- Н. Огарёв. Кавказские воды (отрывок из моей исповеди).

### Книжка седьмая
На 1862 год. Вышла двумя отдельными выпусками.

#### Выпуск первый
Издан около 1 сентября 1861 года. Стоил 3 шиллинга.
Основная тема выпуска — рассказы о временах Николая I.
Материалы:
- Из записок И. Д. Якушкина
- Отрывок из мнения действительного статского советника Липранди
- К предыдущей статье: примечания, приложения, выписки
- Рассказы о временах Николая I:

В. Штейнгейль. Колесников и его товарищи в Оренбурге
П. Ефремов. Братья Крицкие и их товарищи в Москве
В. Раевский. Братья Раевские
- А. Герцен. Былое и думы

#### Выпуск второй
Издан в марте 1862 года. Стоил 5 шиллингов.
Последний выпуск, изданный в Лондоне. После этого выпуска издание «Полярной звезды» приостановилось на шесть с половиной лет.
Материалы:
- Из записок Николая Бестужева
- А. Герцен. Император Александр I и В. Н. Каразин
- Приложения из записок В. Н. Каразина
- Ещё из записок Н. А. Бестужева
- М. А. Бестужев. Из записок, приписываемых М. А. Бестужеву
- Н. Греч. Выдержки из записок одного недекабриста
- А. Герцен. Былое и думы
- Н. Огарёв. Забытьё (стихотворение)

### Книжка восьмая

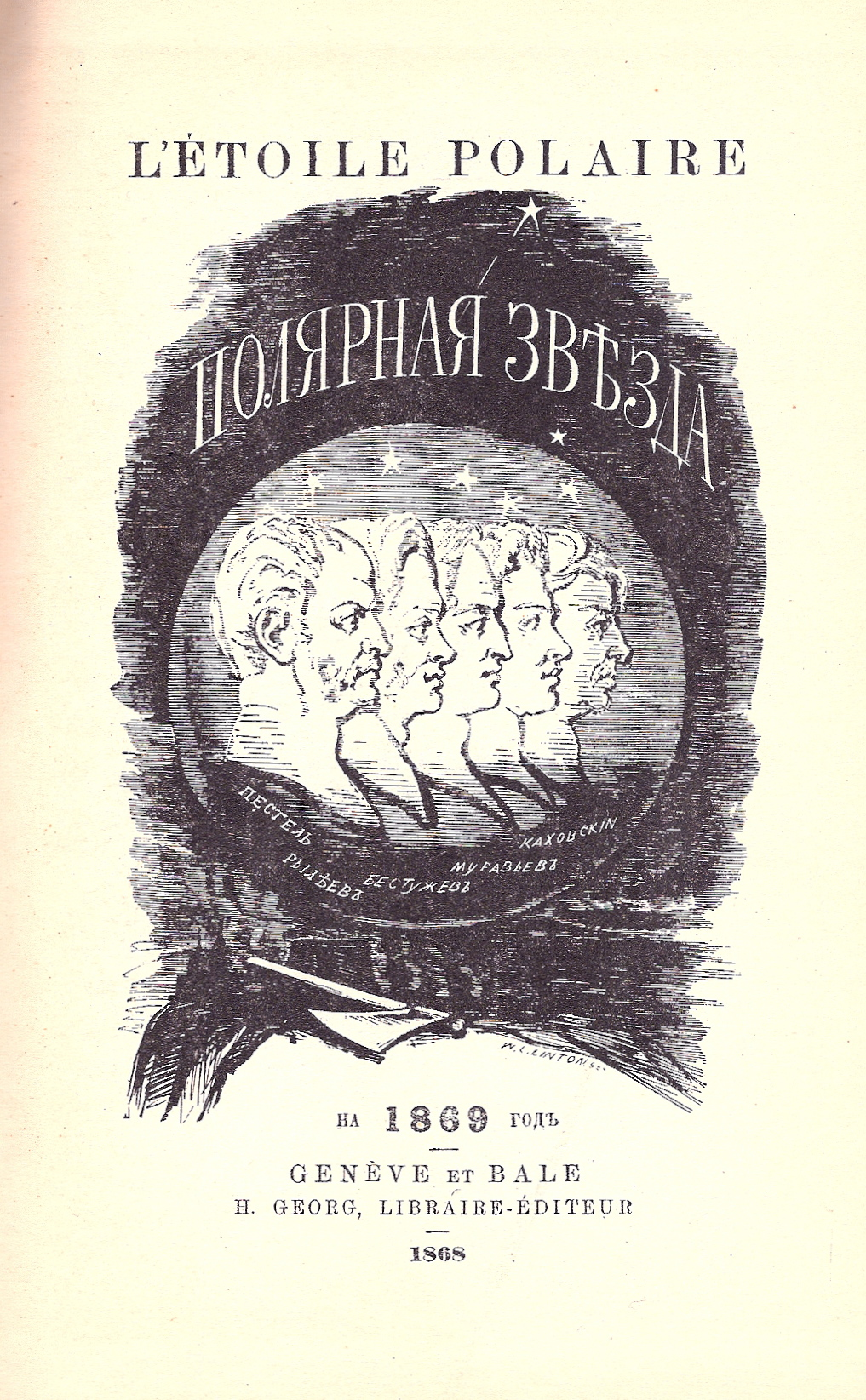
Обложка последнего (женевского) выпуска «Полярной звезды».

На 1869 год. Издана в ноябре-декабре 1868 (датирована 1869 годом). Стоила 4 франка.
Последний выпуск. Выпущен в Женеве. Связь с Россией почти угасла, и все материалы выпуска принадлежат Герцену и Огарёву. Чтобы подчеркнуть преемственность изданий Вольной русской типографии, обложка альманаха оформлена в стиле выходивших отдельно томов «Былого и дум», которые пользовались устойчивой популярностью.
Материалы:
- А. Герцен. Былое и думы
- А. Герцен. Aphorismata. По поводу психиатрической теории д-ра Крупова.
- А. Герцен. Еще раз Базаров
- Н. Огарёв. Третья часть поэмы «Юмор». Стихотворения

## Переиздания «Полярной звезды»
Некоторые статьи альманаха оперативно рассылались отдельными оттисками ещё до выхода издания в целом.
Первые четыре книжки «Полярной звезды» были изданы повторно в типографии Universal Printing Office З. Свентославского. В 1858 году отпечатаны первые три выпуска, а в 1861 — четвертый (по другим данным в том же 1858 году).
В 1966—1968 годах осуществлено комментированное факсимильное переиздание «Полярной звезды» Герцена и Огарёва, подготовленное «Группой по изучению революционной ситуации в России конца 1850-х — начала 1860-х годов».